# رودیک ماکاریان
رودیک ماکاریان ( انگلیسی: Rudik Makarian؛ زادهٔ  ۲۰۰۴) شطرنج‌باز ارمنی‌تبار اهل روسیه است که در سال ۲۰۱۹ عنوان استاد بین‌المللی از سوی فیده به وی اعطاء گردید.
| به‌دلیل برخی مشکلات فنی، نمودارها موقتاً قابل مشاهده نیستند. اطلاعات بیشتر پیرامون این مشکل در فابریکاتور و وبگاه مدیاویکی در دسترس است. | |
| | به‌دلیل برخی مشکلات فنی، نمودارها موقتاً قابل مشاهده نیستند. اطلاعات بیشتر پیرامون این مشکل در فابریکاتور و وبگاه مدیاویکی در دسترس است. |

## زندگی‌نامه
وی در ۲۰۰۴ در Alatuman, شهرداری آخالکالاکی به دنیا آمد . مارکاریان در سال ۲۰۱۹ در مسابقات قهرمانی شطرنج زیر-۱۶ سال جهان و در سال ۲۰۲۰ در مسابقات قهرمانی نوجوانان روسیه به مقام نخست دست یافت.